# Gustav Kittler

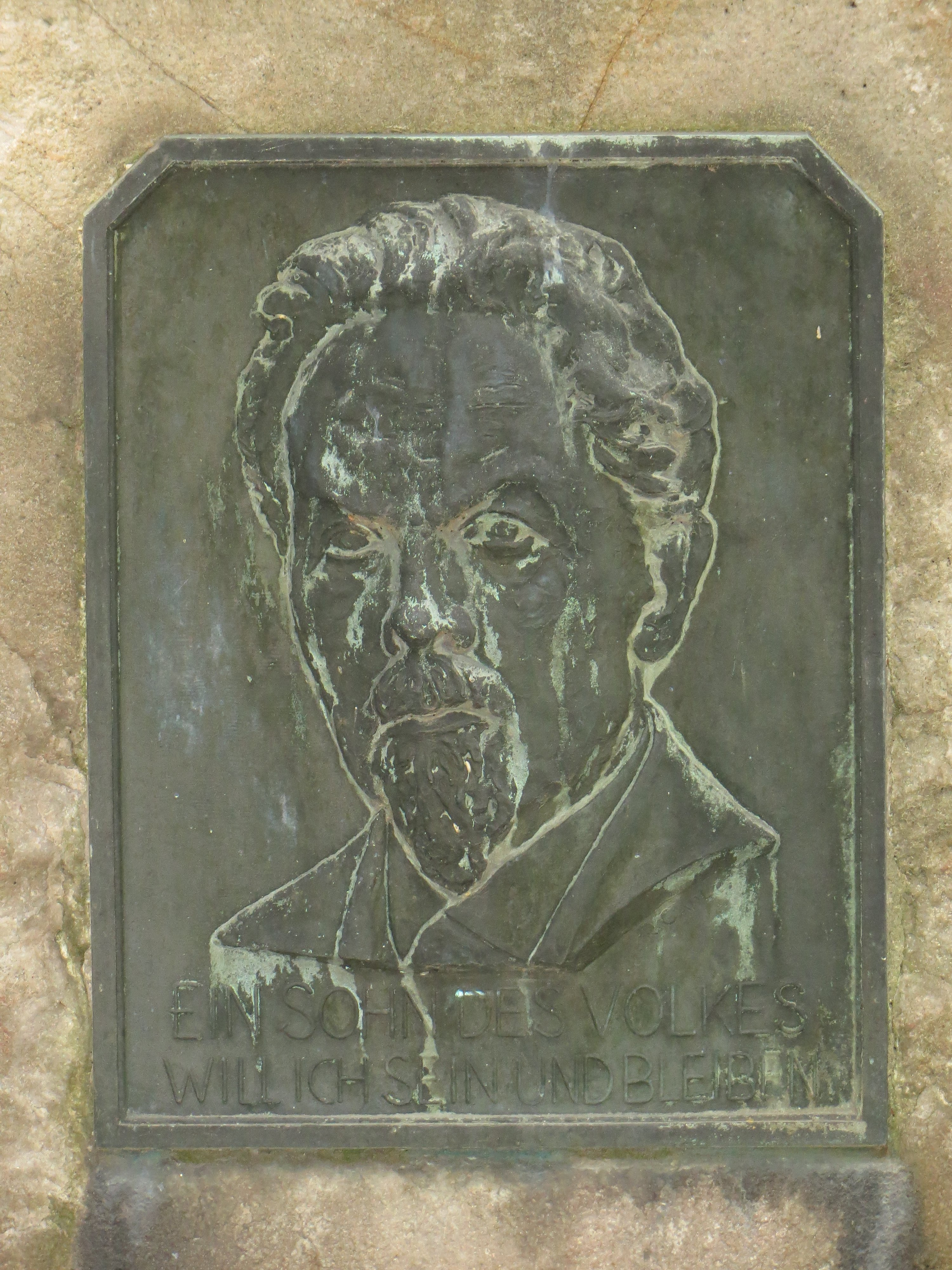
Relief Kittlers auf seinem Grabstein auf dem Heilbronner Hauptfriedhof

Gustav Adolf Kittler (* 5. September 1849 in Heilbronn; † 9. Juni 1929 ebenda), genannt der „Rote Kittler“, war Schreiner und sozialdemokratischer Politiker. Er war 1886 der erste sozialdemokratische Gemeinderat in Württemberg und 1919 Alterspräsident der Verfassunggebenden Landesversammlung für Württemberg.

## Leben
Gustav Kittler war der Sohn eines Nadlers und Knopfmachers. Er besuchte die Volksschule in Heilbronn und machte anschließend eine Schreinerlehre. Während der für Handwerksgesellen damals üblichen Wanderschaft kam er nach Ludwigsburg, wo am 27. Dezember 1871 die uneheliche Tochter Kittlers und Caroline Stöckles, die spätere SPD-Abgeordnete Emilie Hiller, zur Welt kam.
1873 heiratete Kittler die Ludwigsburgerin Marie Josephine Rühle. Nach der Geburt des ersten ehelichen Kindes zog er 1874 mit seiner Frau und den beiden Kindern wieder nach Heilbronn, wo er ab Mitte der 1870er Jahre als Schreinermeister arbeitete. Kittlers Frau Marie brachte insgesamt 12 Kinder zur Welt, von denen vier bereits als Säuglinge oder Kleinkinder starben und – neben ihrer Stiefschwester Emilie – drei Töchter und fünf Söhne das Erwachsenenalter erreichten.

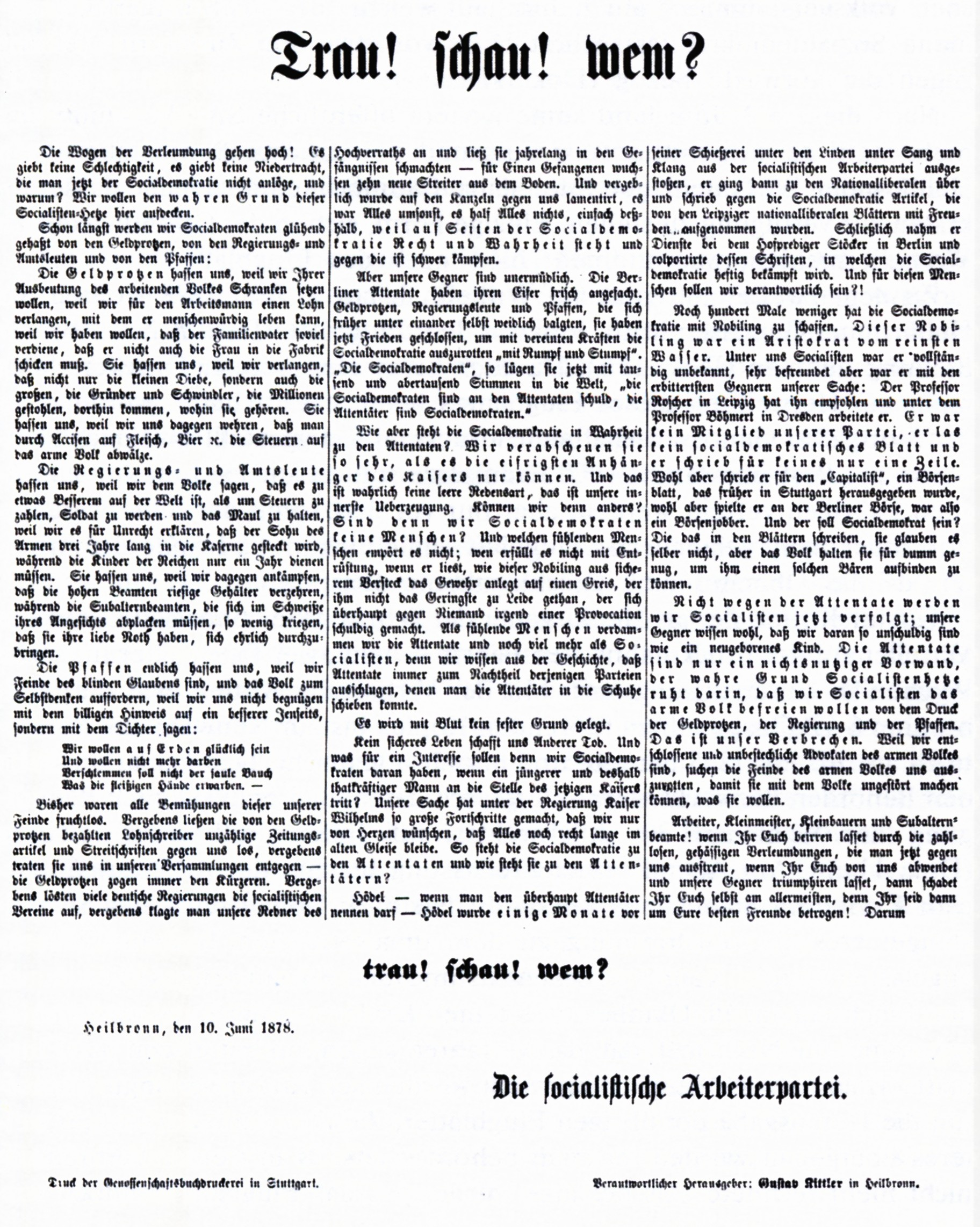
Kittler-Flugblatt Trau! Schau! Wem? von 1878

Fritz Ulrich beschrieb Kittler als „politische[n] Feuerkopf, der sich mit heißem Eifer und brennender Leidenschaft für Freiheit und Recht, für Demokratie und Sozialismus in den Kampf warf.“ 1874 gründete er zusammen mit vier anderen Handwerkern, darunter Wilhelm Schäffler, den Heilbronner SDAP-Ortsverein, der im Herbst 1877 seine erste größere Veranstaltung, ein Arbeiterherbstfest, organisierte. Nach den Anschlägen Hödels und Nobilings auf Kaiser Wilhelm I. am 11. Mai und 2. Juni 1878 kam es im ganzen Reich zu verstärkten obrigkeitlichen Aktionen gegen die Sozialdemokratie und die Arbeitervereine, Verteiler von Flugblättern wurden verhaftet, die Flugblätter beschlagnahmt. In Heilbronn tat sich dabei besonders der junge Assessor (und spätere Oberbürgermeister) Paul Hegelmaier hervor, mit dem Kittler später immer wieder zusammenstieß. Am 10. Juni 1878 gab Kittler das von Abraham Gumbel verfasste Flugblatt Trau! Schau! Wem? heraus, das sich gegen das nach der anstehenden Reichstagswahl drohende, mit dem Sozialistengesetz vom 21. Oktober 1878 schließlich umgesetzte Verbot der sozialistischen Bewegung richtete und Kittler eine siebenwöchige Untersuchungshaft einbrachte. Erst am Wahltag, dem 30. Juli 1878, wurde er wieder entlassen. Eine spätere Flugblattaktion führte am Samstag vor Ostern 1881 landesweit zu Hausdurchsuchungen. Bei Kittler wurde zwar nichts gefunden, er kam aber dennoch erneut für mehrere Wochen in Haft.
1883 kandidierte Kittler für den Heilbronner Gemeinderat, verfehlte aber wie alle sozialdemokratischen Kandidaten den Einzug. 1884 wurde zudem Kittlers Widersacher Hegelmaier zum Heilbronner Oberbürgermeister gewählt. Bei der Gemeinderatswahl 1885 schließlich gelang Kittler der Einzug in den Gemeinderat. Als er am 4. Januar 1886 sein Amt antrat, war er das erste sozialdemokratische Gemeinderatsmitglied in Württemberg; erst 1892 wurde in Stuttgart der nächste Sozialdemokrat Ratsmitglied. Kittler wurde mehrfach wiedergewählt, schied Ende 1905 wegen eines Umzugs nach Stuttgart vorzeitig aus, kehrte aber 1909 nach Heilbronn zurück und war nach erfolgreicher Wahl Ende 1909 ab 1910 wieder Mitglied des Gemeinderats. Mit drei Unterbrechungen gehörte Kittler dem Gemeinderat bis zu seinem Tod im Jahr 1929 insgesamt 35½ Jahre an. Zudem war er 1893 ein Jahr lang Mitglied des Heilbronner Bürgerausschusses, einer zweiten kommunalpolitischen Kammer im Königreich Württemberg.
Nach einer erfolglosen Landtagskandidatur 1889 (er verlor im Wahlkreis Heilbronn Stadt gegen Georg Härle von der Volkspartei) trat Kittler in den Jahren 1890 bis 1903 insgesamt fünf Mal bei Reichstagswahlen an. Bei der Reichstagswahl 1898 kandidierte er im Reichstagswahlkreis Heilbronn–Neckarsulm–Brackenheim und kam in die Stichwahl, die er gegen den Bauernbund-Kandidaten Paul Hegelmaier verlor. Nach der Stichwahl kam es in der Nacht zum 25. Juni 1898 zu Tumulten und einer Straßenschlacht zwischen Kittler- und Hegelmaier-Anhängern auf dem Heilbronner Marktplatz, die vom herbeigerufenen Militär mit Verhaftungen von 30 bis 40 Personen beendet wurde.
Seine Bau- und Möbelschreinerei in der Biedermannsgasse 11 übergab Kittler 1905 an seinen Sohn Albert. 1910 erschienen in der Heilbronner Vereinsdruckerei, die die SPD-Zeitung Neckar-Echo verlegte, unter dem Titel Aus dem dritten württemb. Reichstags-Wahlkreis Kittlers Erinnerungen an seine politische Arbeit in Heilbronn. Im Jahr 1919 war er Alterspräsident der Verfassunggebenden Landesversammlung für Württemberg, der auch seine Tochter Emilie Hiller (1871–1943) angehörte. Eine Landtagskandidatur 1920 führte nicht zum Erfolg.

## Ehrungen
Seit dem 12. März 1925 ist in Heilbronn die Kittlerstraße (zwischen Neckarsulmer Straße und Kreuzenstraße im Heilbronner Norden) nach Gustav Kittler benannt. Da der Name den Heilbronner Nationalsozialisten nicht genehm war, wurde sie am 19. September 1933 in Hans-Sachs-Straße umbenannt. Am 30. Mai 1945 erhielt sie wieder ihren alten Namen.